# Gandamekar (Plered)
Gandamekar is een bestuurslaag in het regentschap Purwakarta van de provincie West-Java, Indonesië. Gandamekar telt 2906 inwoners (volkstelling 2010).